# Saint-Justin (Landes)
Saint-Justin ist eine französische Gemeinde mit 1.015 Einwohnern (Stand: 1. Januar 2022) im Département Landes in der Region Nouvelle-Aquitaine (vor 2016: Aquitanien). Sie gehört zum Arrondissement Mont-de-Marsan und zum Kanton Haute Lande Armagnac (bis 2015: Kanton Roquefort). Die Bewohner nennen sich Saint-Justinois. Saint-Justin ist Mitglied des Gemeindeverbandes Landes d’Armagnac.

## Geographie
Saint-Justin liegt in den Landes de Gascogne, dem größten Waldgebiet Westeuropas, etwa 100 Kilometer südlich von Bordeaux und etwa 23 Kilometer ostnordöstlich von Mont-de-Marsan am Douze.
Umgeben wird Saint-Justin von den Nachbargemeinden Saint-Gor im Norden, Vielle-Soubiran im Nordosten, Saint-Julien-d’Armagnac und Betbezer-d’Armagnac im Osten, Labastide-d’Armagnac im Südosten, Le Frêche im Süden, Lacquy im Südwesten, Pouydesseaux im Westen sowie Sarbazan im Westen und Nordwesten.

## Geschichte
1280 wurde der Ort als Bastide für die Vizegräfin von Marsan und den Johanniterorden mit Zustimmung des englischen Königs gegründet.

## Bevölkerungsentwicklung
| 1962                       | 1968 | 1975 | 1982 | 1990 | 1999 | 2006 | 2017 |
| -------------------------- | ---- | ---- | ---- | ---- | ---- | ---- | ---- |
| 1058                       | 1082 | 973  | 914  | 917  | 888  | 841  | 974  |
| Quellen: Cassini und INSEE |      |      |      |      |      |      |      |

## Sehenswürdigkeiten
- Kirche Saint-Sernin in Douzevielle, Monument historique
- Kirche Saint-Martin in Noët, Monument historique
- Kirche von Argelouse, Monument historique
- Kirche Saint-André in Saint-Justin
- Schloss Fondat aus dem 17. Jahrhundert, seit 1999 Monument historique

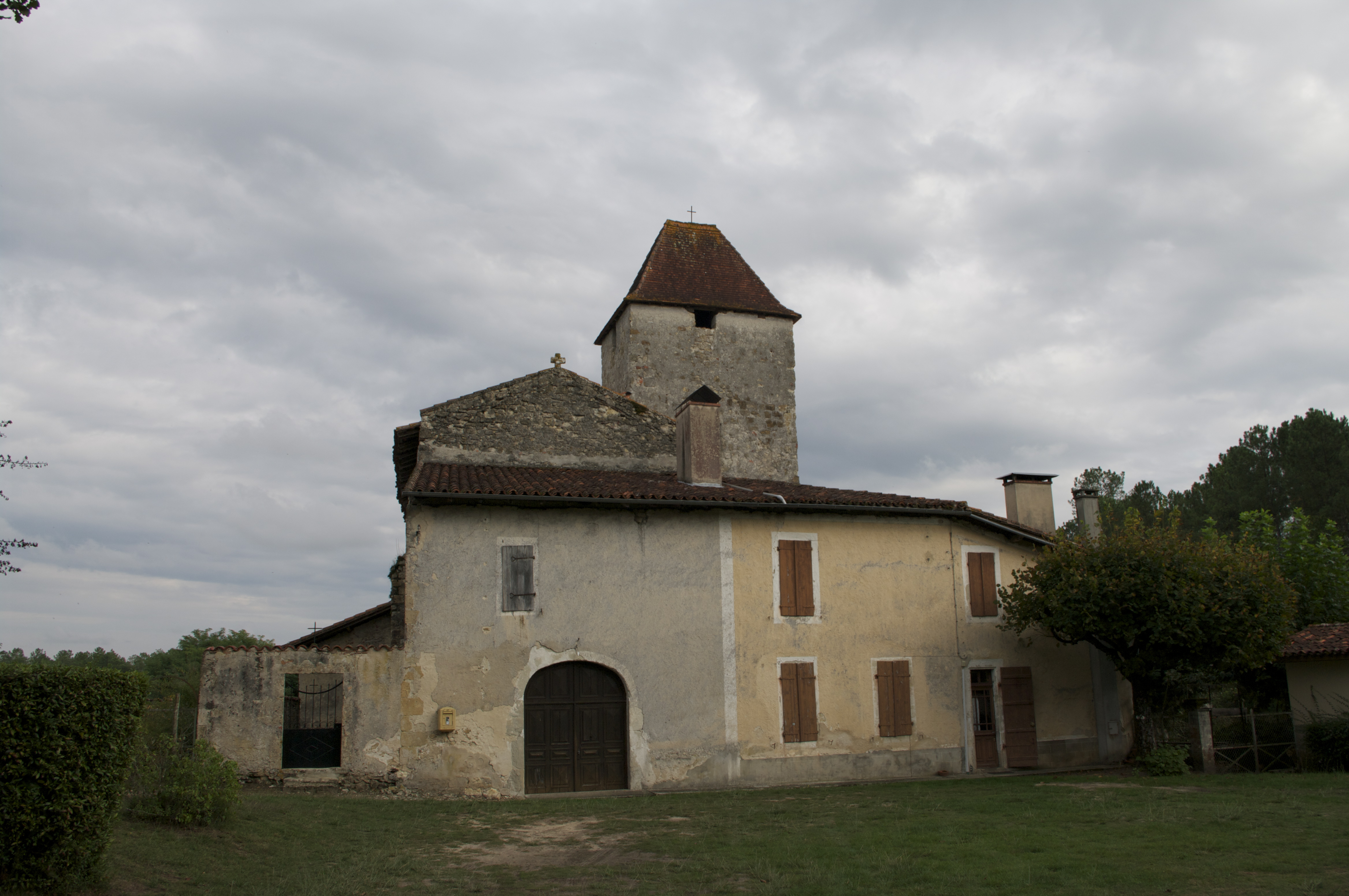
Kirche Saint-Sernin
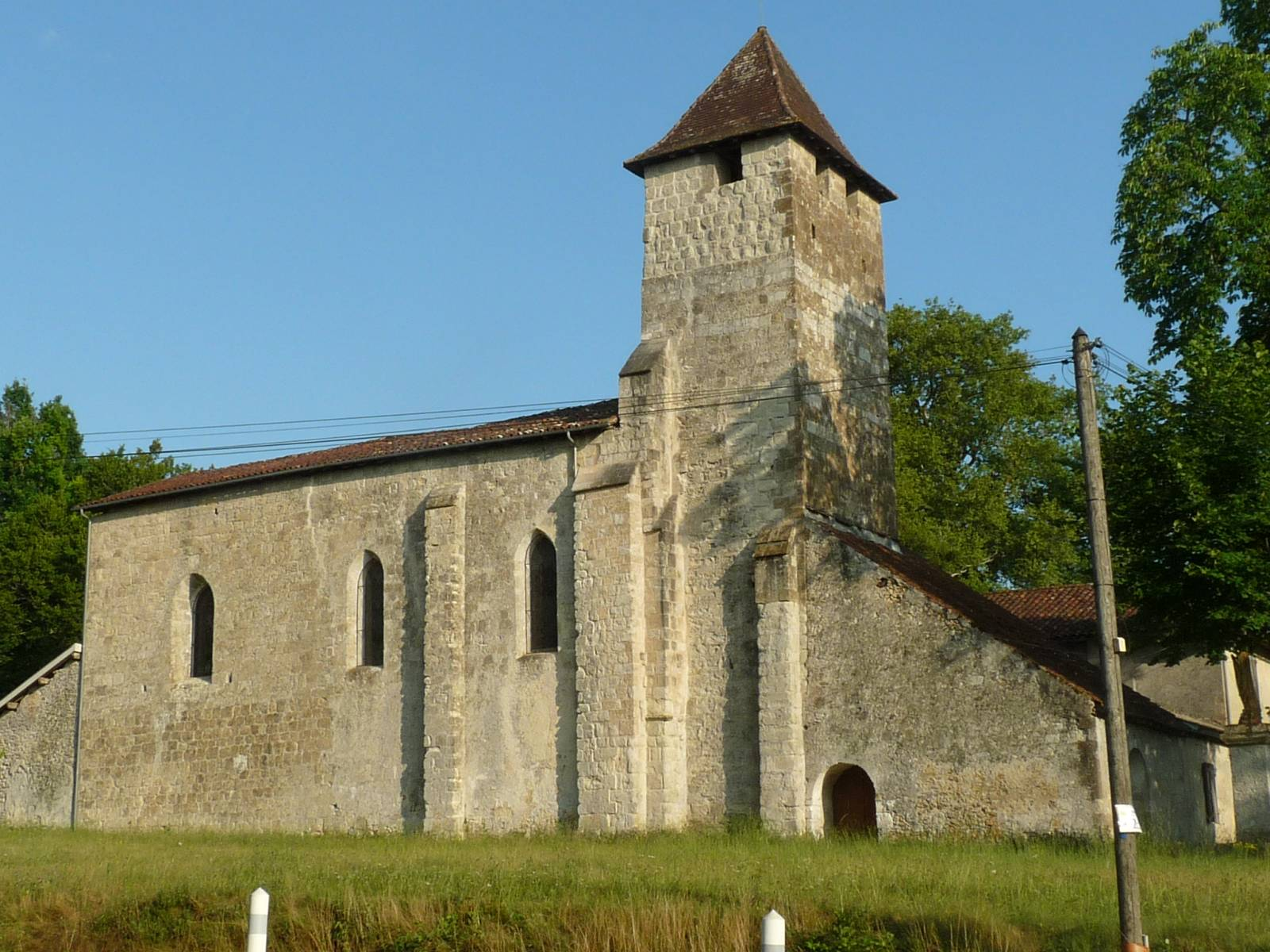
Kirche Saint-Martin
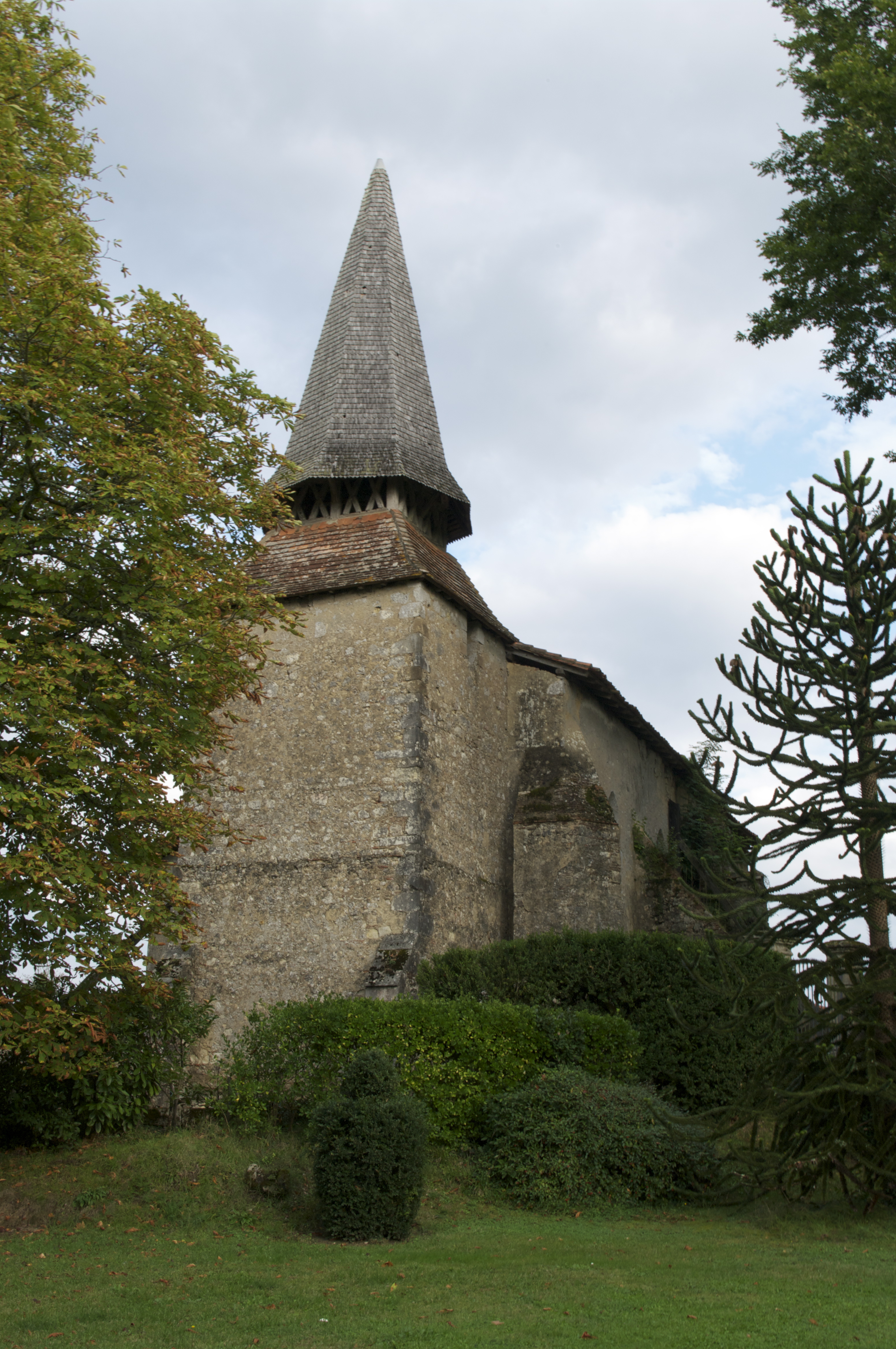
Kirche von Argelouse
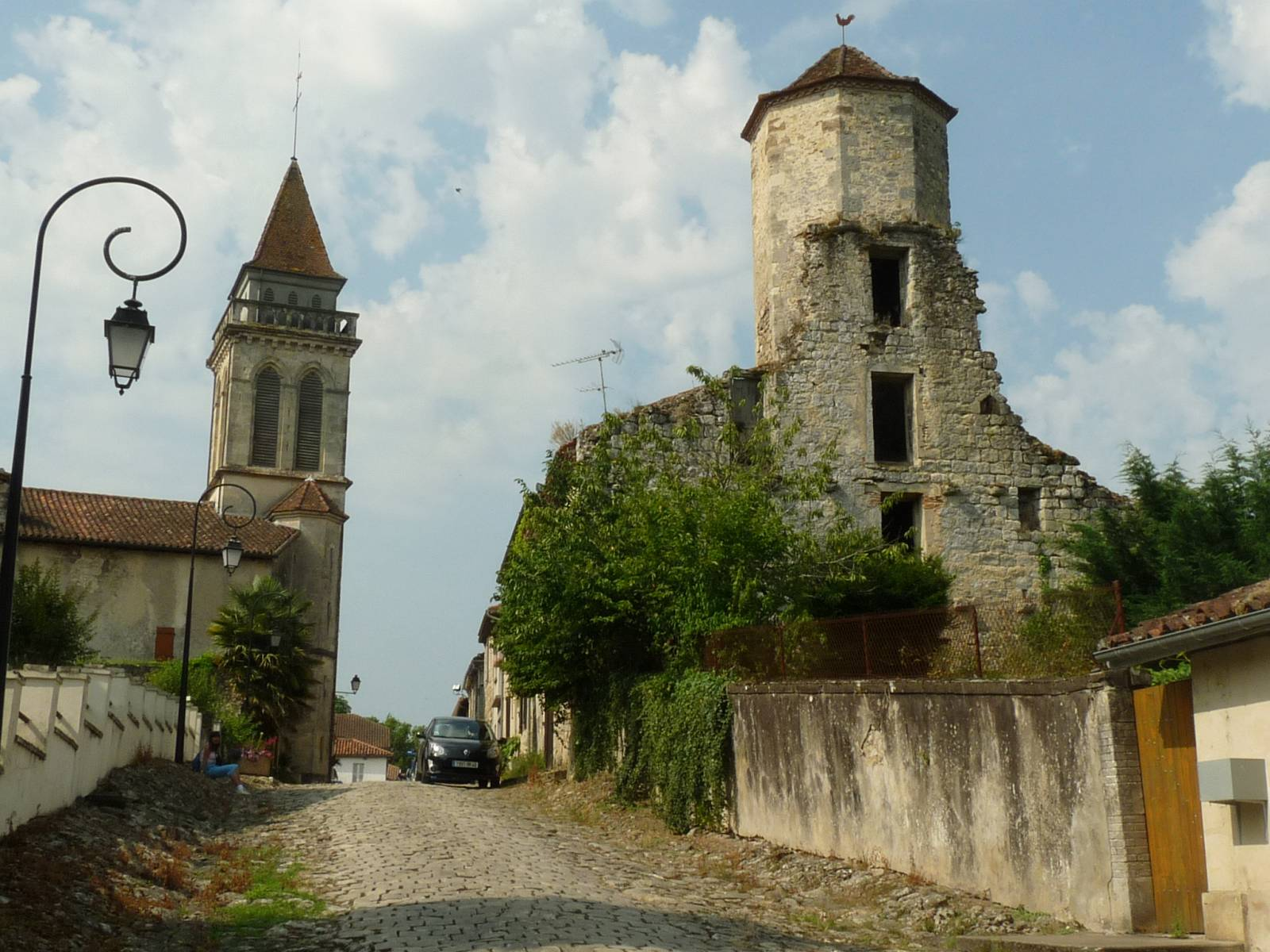
Kirche Saint-André mit dem Turm des Tempelritterordens